# 시선은 권력이다
《시선은 권력이다》는 불문학자 박정자 교수가 2008년에 쓴 시선과 권력에 관한 철학서적이다. 도서출판 기파랑을 통해 출간되었다.
프랑스 철학자 미셸 푸코가 시선의 비대칭성'에서 지배·종속의 관계를 간파한 이후, 낯익은 명제가 된 ‘권력으로서 시선’은 이책을 통해 일반 대중들에게도 널리알려져 '시선은 권력이다'라는 말은 일반인에게도 유행어처럼 사용되었다.
쉽지 않은 철학적 담론들을 에드거 앨런 포, 사르트르, 김영하 등의 소설장면과 '드라이빙 미스 데이지', '트루먼 쇼', '악마는 프라다를 입는다' 등의 영화장면을 통해 쉽게 접근하도록 쓰여졌다.
<고교 독서평설> 2008년 10월호는 인문과학 우리시대의 명저로 《시선은 권력이다》를 선정하였다.